# Stilla ro och nära
Stilla ro och nära är en sång av Åsa Jinder och skriven till hennes skiva Folkmusik på Svenska 2001. På skivan sjungs den av Margareta Jalkeus. Året efter släpptes den som singel med sång av Magnus Carlsson. 
Melodin låg på Svensktoppen i fem veckor under 2002.

## Låtlista
1. "Stilla ro och nära" (3:14) Åsa Jinder & Magnus Carlsson
2. "Villa viljan" (3:17) Åsa Jinder

### Fotnoter
1. ↑  ”Svensktoppen”. Sveriges Radio. 24 augusti 2002. http://sverigesradio.se/p4/svetop/2002/020824sv.htm. Läst 31 oktober 2012.
2. ↑  ”Svensktoppen”. Sveriges Radio. 31 augusti 2002. http://sverigesradio.se/p4/svetop/2002/020831sv.htm. Läst 31 oktober 2012.